# Alkaliczno-skaleniowy ryolit
Alkaliczno-skaleniowy ryolit, alkaliczno-skaleniowy riolit (z gr.) – kwaśna skała magmowa wylewna lub subwulkaniczna, o składzie podobnym do granitu (jest to wylewny odpowiednik alkaliczno-skaleniowego granitu – powstał z magmy o tym samym składzie chemicznym, ale w innych warunkach - na powierzchni ziemi lub płytko pod nią).
Na diagramie klasyfikacyjnym QAPF alkaliczno-skaleniowy ryolit zajmuje pole 2.
Według klasyfikacji TAS alkaliczno-skaleniowy ryolit i ryolit zajmują pole R (ryolity alkaliczne i ryolity).
Alkaliczno-skaleniowy ryolit składa się w głównie z kwarcu i skaleni alkalicznych, zwłaszcza potasowych oraz sodowych. Ponadto mogą występować: biotyt, rzadziej muskowit i amfibole, rzadziej pirokseny oraz w niewielkich ilościach również minerały akcesoryczne: apatyt, cyrkon, monacyt, ksenotym, turmalin, beryl, tytanit, rutyl, anataz, magnetyt, allanit, fluoryt, granat i inne. Struktura jest częściowo krystaliczna, porfirowa lub afanitowa, tekstura bezładna i masywna lub porowata.